# Odžak (gmina Vlasenica)
Odžak (cyr. Оџак) – wieś w Bośni i Hercegowinie, w Republice Serbskiej, w gminie Vlasenica. W 2013 roku liczyła 20 mieszkańców.